# 김재원 (1975년)
김재원(金載原, 1975년 8월 2일~)은 대한민국의 연예인, 정치인이다. 가수 활동은 예명 리아(Riaa)였다. 리아는 당시 N.EX.T의 베이시스트인 김영석이 지어준 이름이다. 《눈물》 등을 발매했다.
고등학교 시절, 라디오 프로그램 별이 빛나는 밤에의 별밤 노래 뽐내기 코너에서 연말결선 대상까지 수상했으며, 재수 시절 EBS의 청소년 대상 프로그램이었던 '아세커꿈'에 출연하여 노래한 것이 관계자의 눈에 띄어 가수의 길에 접어들었다.
조국 제66대 법무부 장관 밑에서 활동했고 공천을 받았으며, 2024년 조국혁신당의 비례대표로 제22대 국회의원이 되었다.

## 생애
리아는 1975년 8월 2일에 출생하여 6세 시절이던 1980년 산악인 아버지 김인섭을 따라 네팔로 건너가 그곳에서 성장했다. 네팔 카트만두와 인도 뉴델리 등지에서 어린 시절을 보냈고, 10살이 되던 해인 1985년 다시 한국으로 돌아왔다. 중학교 시절에 미국 가수 ‘사이먼 앤 가펑클’의 음악을 듣고 가수로서의 꿈을 가지게 된 그녀는 동명여자고등학교 1학년 때 통기타 동아리에 가입해 아마추어 음악 활동을 시작했다. 가수로서의 꿈을 키워온 리아는 당시 인기 있었던 휘트니 휴스턴의 노래를 즐겨 불렀으며, 1993년 2월 10일 MBC 라디오 프로그램 이문세의 《별이 빛나는 밤에》의 어느 한 코너에서, 전화로 휘트니 휴스턴의 대표곡인 ‘The Greatest Love of All’를 불러 우승하였으며, 연말 공개방송 결선에서는 금상까지 받았다.
그 후 1994년부터 언더그라운드 라이브 클럽 활동으로 경험을 쌓던 리아는 이듬해 1995년 1월 초, EBS TV 프로그램인 《아름다운 세상 커다란 꿈》에 출연해 노래 실력을 선보였다. 이때 그녀를 눈여겨 본 매니저 눈에 들어 오디션도 없이 가수로 발탁되었고, 선배 가수들의 콘서트에 게스트로 출연하며 이름을 알렸다. 1997년 1집 《다이어리》를 발표하면서 정식으로 가요계에 데뷔했다. 그 후 〈눈물〉, 〈개성〉 등을 히트시켰다. 그러나 1998년 3집 《요조숙녀》를 발표하고 나서 소속사와 폭력 사태에 휘말렸다. 평소 벤츠를 좋아해 중고차를 자비로 구입했는데, 소속사에서 제동을 걸며 문제가 생겼다. 이어 마약을 복용했다는 오해를 받아 경찰서에 끌려가며 사태가 걷잡을 수 없을 정도로 커졌다. 몇 달 뒤 마약 부분에 대해 무혐의 판정을 받았지만 명성에 큰 타격을 받았다. 지난 1999년에는 경찰이 소속사의 매니저를 협박한 혐의로 검찰 조사를 받았다. 2003년 11월 공군 전투기 조종사인 최아무개 씨와 결혼한 후, 지방에 근무하는 남편과, 가수 활동을 하고 싶은 리아가 어렵게 결혼 생활을 유지해 오다 2009년 이혼했다.
리아는 2010년 3월 14일 《2010 코리아 드래그 레이스 챔피언십》 제네시스 쿠페 GC-J2클래스 카레이싱 경기에 단독 출전해 우승을 차지했다. 2011년 5월 14일 백제예술대학 보컬 교수의 경험을 살려 은평구에 ‘리아의 EMT 실용음악학원’을 개원했다. EMT(Entertainer Musician Training)는 핑클, 젝스키스, 유승준 등의 프로듀서로 유명한 변성복이 2008년 광화문 본원을 개원하고 일산과 분당에서 개원한 실용음악교육 전문 학원이다. 2011년 6월 17일부터 29일까지 극단 서울공장의 음악극 형식의 연극 《백치 백지》에 출연하였다. 리아는 이 작품에서 아이 백지 역을 맡아, 지난 1999년 뮤지컬 《록 햄릿》 이후 콘서트가 아닌 연극 무대에 오르게 됐다. 2014년에 설립된 바른음원협동조합 이사장을 역임했고, 2024년 조국혁신당에 합류했다.

## 학력
- 디지털서울문화예술대학교 (실용음악과 / 학사)
- 고려대학교 대학원 (문화콘텐츠학 / 석사)

## 앨범
- 1997년 1집 《diary》
- 1998년 2집 《개똥철학》
- 1998년 3집 《요조숙녀》
- 1999년 4집 《고백성사》
- 2000년 4.5집 《추신》
- 2003년 5집 《Alchemist》
- 2005년 SBS 주말극장 《하늘이시여》OST 앨범('내 가슴에게 미안해')
- 2006년 싱글 앨범 〈엄마, 엄마〉
- 2008년 6집 《Riaa bridge》
- 2014년 《심장이 울어요》
- 2014년 《신중현 프로젝트 에피소드1 망초 (忘草)》
- 2014년 《신중현 프로젝트 에피소드2 - 시대정신 Zeitgeist》
- 2015년 MBC 드라마넷 금토드라마 《태양의 도시》OST Part 1
- 2016년 싱글 《강철나비》With DJIT
- 2016년 KBS2 드라마 《여자의비밀》 OST Part 5 '아니라구요'
- 2016년 tvN 《막돼먹은 영애씨 시즌15 OST Part 1》
- 2017년 SBS 드라마  《언니는 살아있다》 OST '홍역'
- 2018년 MBC 드라마 《역류》OST '거꾸로 흐른다'

## 출연작

### 연극
- 《백치 백지》

### 뮤지컬
- 《그리스》

### 방송
- 2007년, 2008년, 2009년 - KBS1 가족오락관
- 2016년 - JTBC 투유 프로젝트 슈가맨 - 슈가맨, 슈가송(눈물)
- 2016년 - MBC 미스터리 음악쇼 복면가왕 - 꿀따리 샤바라

## 참여 앨범
- 이현도 싱글 앨범 〈사랑해〉
- 김장훈 - 〈사노라면〉: 이승환, 윤도현, 이소라, 장필순 등과 합창

## 국회의원 의정 활동
- 2024년 5월 30일~: 제22대 국회의원(비례대표, 조국혁신당)
  - 2024년 6월~: 제22대 국회 전반기 문화체육관광위원회 위원

## 가족
- 아버지: 김인섭(1944~2021. 5. 3.)
- 형제자매 관계는 남동생 1명

## 역대 선거 결과
| 실시년도 | 선거   | 대수 | 직책     | 선거구   | 정당       | 득표수       | 득표율          | 순위         | 당락 | 비고 |
| -------- | ------ | ---- | -------- | -------- | ---------- | ------------ | --------------- | ------------ | ---- | ---- |
| 2024년   | 총선   | 22대 | 국회의원 | 비례대표 | 조국혁신당 | 6,874,278 표 | \| \| 24.25% \| | 비례대표 7번 |      | 초선 |
|          | 24.25% |      |          |          |            |              |                 |              |      |      |

## 소속 정당
| 소속 정당 | 소속 정당    | 소속 기간 | 비고           |
| --------- | ------------ | --------- | -------------- |
|           | 더불어민주당 | 2017~2024 | 입당           |
|           | 무소속       | 2024      | 탈당           |
|           | 조국혁신당   | 2024~현재 | 입당 정계 입문 |

## 같이 보기
- 대한민국 제22대 국회의원 선거 조국혁신당 후보 목록#비례대표